# Мокрани-Старі
Мокрани-Старі (пол. Mokrany Stare) — село в Польщі, у гміні Залесе Більського повіту Люблінського воєводства. Населення — 99 осіб (2011).

## Історія
За даними етнографічної експедиції 1869—1870 років під керівництвом Павла Чубинського, у селі переважно проживали греко-католики, які розмовляли українською мовою.
У 1975—1998 роках село належало до Білопідляського воєводства.

## Демографія
Демографічна структура станом на 31 березня 2011 року:
|          | Загалом | Допрацездатний вік | Працездатний вік | Постпрацездатний вік |
| -------- | ------- | ------------------ | ---------------- | -------------------- |
| Чоловіки | 53      | 12                 | 32               | 9                    |
| Жінки    | 46      | 10                 | 20               | 16                   |
| Разом    | 99      | 22                 | 52               | 25                   |